# Stefan Reisch
Stefan „Steff“ Reisch (* 29. November 1941 in Németkér, Königreich Ungarn) ist ein ehemaliger Spieler des 1. FC Nürnberg, der im Jahre 1961 die deutsche Meisterschaft und 1962 den DFB-Pokal für den „Club“ erringen half.

## Sportliche Laufbahn

### Vereinskarriere
Wie die meisten Donauschwaben verließen auch die Eltern von Stefan Reisch nach dem Ende des Zweiten Weltkriegs ihre Heimat in Ungarn. Sie siedelten über ins mittelfränkische Ansbach. Reischs erste Vereinsstationen waren der TSV Herrieden und der TSV Altenfurt, ehe er sich 1955 dem 1. FC Nürnberg anschloss. Bevor das junge Nachwuchstalent unter Trainer Herbert Widmayer 1960 in der Oberliga Süd direkt aus der Jugend bei den Senioren eingebaut wurde, hatte Stefan Reisch schon gemeinsam mit seinem Kameraden aus der A-Jugend, Kurt Haseneder, beim UEFA-Juniorenturnier 1960 in Österreich die Farben der Bundesrepublik vertreten. In seiner ersten Runde 1960/61 in der Ligaelf konnte der 19-Jährige bereits den Gewinn der deutschen Meisterschaft feiern, 1962 folgte der Gewinn des DFB-Pokals.
Er kam für den 1. FC Nürnberg in der Oberliga Süd von 1960 bis 1963 auf 81 Spiele und erzielte dabei acht Tore. In der Bundesliga kam 1967 unter Trainer Max Merkel nach 86 Spielen und neun Toren das Ende seiner Spieleraktivität in Nürnberg. In Nürnberg war der linke Läufer für seine artistische Ballbehandlung und einfallsreichen Täuschungsmanöver bekannt und erhielt dafür oft Beifall auf offener Szene. Wegen seiner Haartolle wurde er der „James Dean“ des 1. FCN genannt und war einer der umschwärmtesten Spieler seiner Generation.
Er wechselte in die Schweiz zu Neuchâtel Xamax, ging nach einer Saison für zwei Jahre nach Belgien zum FC Brügge, wo er zu Pokalsiegerehren kam und spielte schließlich von 1970 bis 1972 beim FC Basel unter Trainer Helmut Benthaus, wo er mit dem Gewinn der Schweizer Meisterschaft 1972 seine Profikarriere beendete. Während seiner Zeit in Basel hatte er 40 Einsätze und erzielte sechs Tore, 21 Spiele (2 Tore) in Liga und Pokal, 13 Einsätze (1 Tor) im Europapokal der Landesmeister und im Alpenpokal und den Rest bei Testspielen.

### Auswahleinsätze
Mit der deutschen U-18 trat er im Frühjahr 1960 beim UEFA-Juniorenturnier, der inoffiziellen Europameisterschaft dieser Altersklasse, in Österreich an. Der Elf des DFB, die in der Gruppenphase gegen die DDR-Juniorennationalmannschaft um Peter Ducke remis gespielt hatte, gelang wie ihren ostdeutschen Altersgenossen nicht der Sprung ins Halbfinale. Am 8. Oktober 1961 in Gelsenkirchen debütierte Reisch in der U-23-Auswahl Deutschlands beim 5:0-Sieg über die Auswahl Polens.
Für die A-Nationalelf und deren Auftritt bei der WM 1962 konnte sich das Nürnberger Talent noch nicht anbieten. Am 30. September 1962 beim 3:2-Erfolg in Zagreb gegen Jugoslawien – sein Vereinsmitspieler Heinz Strehl sorgte für alle drei Tore – feierte er dann im ersten Länderspiel nach der WM in Chile seinen Einstand im Team von Bundestrainer Sepp Herberger. Mit dem neunten Einsatz am 12. Mai 1964 in Hannover beim 2:2-Remis gegen die Nationalmannschaft Schottlands war seine Karriere im DFB-Team beendet.

### Erfolge
1. FC Nürnberg
- Deutscher Meister 1961
- Meister Oberliga Süd 1961
- DFB-Pokal-Sieger 1962

FC Brügge
- Belgischer Pokal-Sieger 1970

FC Basel
- Schweizer Meister 1972
- Alpenpokal-Sieger 1970
- Uhrencup-Sieger 1970

## Weiterer Werdegang
Nach der Profilaufbahn baute sich der gelernte Möbelkaufmann ein Schreibwarengeschäft in Nürnberg auf und jagte dem Leder als Spielertrainer bei den Würzburger Kickers, dem ASV Neumarkt, der SpVgg Büchenbach, dem SpVgg Ansbach 09 und dem 1. FC Amberg noch Jahre hinterher. Auch beim SSV Jahn Regensburg saß er ebenfalls auf der Bank. Auch im Anschluss betreute er einige Amateurvereine in Franken und kickte mit den „Alten Herren“ des PUMA-„Schleudersitzes“.